# Sarfaa
Sarfaa [sɑˈfːaː] (nach alter Rechtschreibung Sarfâ) ist eine wüst gefallene grönländische Siedlung im Distrikt Nanortalik in der Kommune Kujalleq.

## Lage
Sarfaa liegt an der Mündung der Bucht Tasiusaarsuk in den Alluitsup Kangerlua. Nur 2,5 km nördlich liegt der nächste bewohnte Ort Ammassivik.

## Geschichte
Sarfaa wurde 1913 als Fischereistation gegründet. Der Ort gehörte zur Gemeinde Sydprøven. 1919 hatte Sarfaa 11 Einwohner, die in zwei grönländischen Wohnhäusern lebten. Es gab ein rund 150 m² großes Fischhaus mit Salzerei am Ort, ein Petroleumshaus und einen Lagerschuppen. Im Dachgeschoss des Fischhauses lebte der Fischereileiter. Es wurde überlegt die Station zum Udsted zu machen, aber schon 1922 wurde der Ort wieder aufgegeben.